# Ayşe Dinç
Ayşe Dinç (* 15. Juni 1999 in Diyarbakır) ist eine türkische Handballspielerin. Sie gehört der Nationalmannschaft im Beachhandball an. Dinç spielt auf der linken Rückraum-Position.

## Hallenhandball
Ayşe Dinç begann mit dem Handballsport entgegen der Bedenken ihres Vaters. Sie startete ihre Karriere beim türkischen Erstligisten Muratpaşa Belediyesi SK. 2014 und 2018 wurde sie mit Muratpaşa Meisterin, 2015 und 2019 Vizemeisterin, 2016 Meisterschaftsdritte. Mit Muratpaşa, einem der stärksten und erfolgreichsten türkischen Vereine der 2010er-Jahre, nahm sie regelmäßig an Europapokal-Wettbewerben teil. Schon als 14-Jährige spielte sie 2013/14 im Europapokal der Pokalsieger und erreichte mit ihrer Mannschaft die zweite Runde, nachdem zuvor die Qualifikation für die Champions League gescheitert war. 2015/16 kam sie bis ins Achtelfinale des EHF-Pokal, wo ihre Mannschaft gegen den HC Leipzig ausschied. 2016/17 war gegen Randers HK schon in der zweiten Runde Schluss. 2018/19 scheiterte Dinç mit ihrer Mannschaft erneut in der Qualifikationsphase zur EHF Champions League und spielte anschließend im EHF-Pokal der Frauen 2018/19. Dort scheiterte sie mit ihrer Mannschaft in der zweiten Runde an H 65 Höör aus Schweden. 2019/20 schieden die Türkinnen im EHF-Pokal schon in der ersten Runde gegen A.C. PAOK aus. Das Spiel in Griechenland fand vor einer griechisch-national gesinnten Kulisse statt, was nach dem Ende zu Verstimmungen inoffiziellen türkischen Kreisen führte.
2020 wechselte Dinç nach sieben Jahren Zugehörigkeit zur ersten Mannschaft innerhalb der ersten türkischen Liga zu Konyaaltı Belediyesi Sk. Nach einer Saison verließ sie den Verein wieder.

## Beachhandball

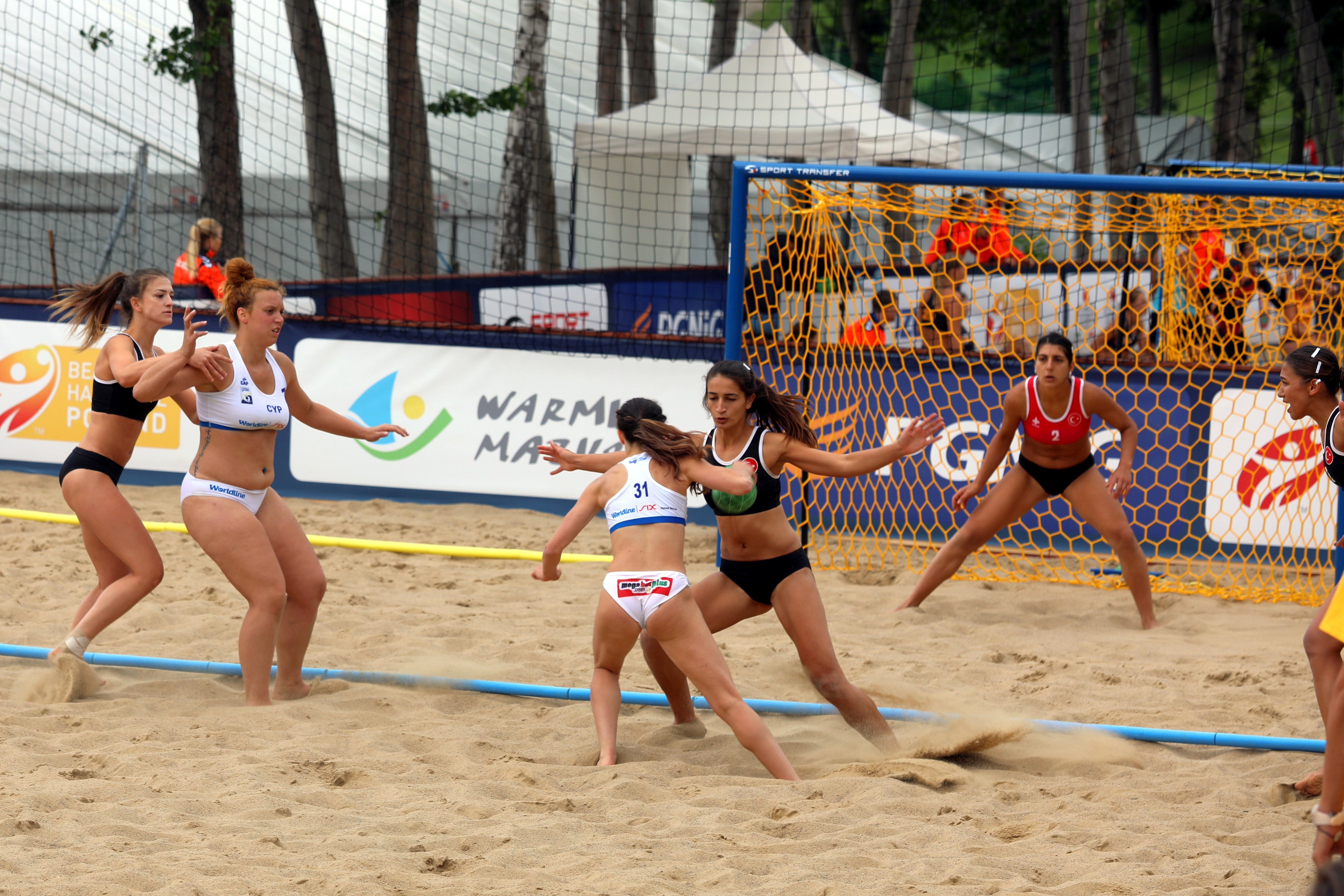
Dinç verteidigt im Trostrundenspiel gegen Zypern bei der EM 2019 gegen Maria Marselli, im Tor Merve Durdu, links İrem Köseler und Magdalini Papa

Mit der A-Nationalmannschaft im Beachhandball nahm Dinç erstmals 2019 in Stare Jabłonki an den Europameisterschaften teil. Nachdem die Türkei in ihrer Vorrunde nur gegen Rumänien gewonnen hatte, spielte die Mannschaft anschließend in der Trostrunde. Von dort ging die Mannschaft ungeschlagen in die Platzierungsspiele. Nach einem Sieg gegen Italien und einer Niederlage gegen Russland gewann die Türkei das abschließende Spiel um den elften Platz gegen die polnischen Gastgeberinnen. Dinç wurde in acht der zehn Spiele eingesetzt und erzielte fünf Punkte.
Auch zur EM 2021 in Warna wurde Dinç wieder in das erweiterte Aufgebot der Türkei berufen.

## Einzelbelege
1. ↑  fanatik: Ayşe Dinç, Konyaaltı Belediyesporda şampiyonluklar hedefliyor. Abgerufen am 15. Juni 2021.
2. ↑  Şampiyon takımın ilk hedefi Süper Kupa. Abgerufen am 15. Juni 2021.
3. ↑  daily sabah: Greece faces criticism over racism in handball game. 18. September 2019, abgerufen am 15. Juni 2021 (amerikanisches Englisch).
4. ↑  Hentbolhaber Net : Türkiye`nin En Güncel Hentbol Haber Sitesi: Konyaaltı Belediyespor'dan iki transfer. In: HentbolHaber.Net. 3. Juni 2021, abgerufen am 15. Juni 2021.
5. ↑  Mavi Kelebekler'den kadroya 8 takviye haberi. Son Dakika SPOR haber başlıkları ve gelişmeler. 7. Juni 2021, abgerufen am 15. Juni 2021 (türkisch).
6. ↑  European Handball Federation - 2019 Women's ECh Beach Handball / Final Tournament. Abgerufen am 8. Februar 2021 (englisch).
7. ↑  Güneysu Spor'dan 2 Sporcu Milli Takıma Davet Edildi. Ehemals im Original (nicht mehr online verfügbar); abgerufen am 15. Juni 2021. (Seite nicht mehr abrufbar. Suche in Webarchiven)

| Personendaten    | Personendaten                                  |
| ---------------- | ---------------------------------------------- |
| NAME             | Dinç, Ayşe                                     |
| KURZBESCHREIBUNG | türkische Handball- und Beachhandballspielerin |
| GEBURTSDATUM     | 15. Juni 1999                                  |
| GEBURTSORT       | Diyarbakır, Türkei                             |